# Triggerpunkt (virtuelle Realität)
In der Virtuellen Realität werden Triggerpunkte eingesetzt, um
- den Datenaufwand der Hintergrundberechnungen zu reduzieren,
- Ereignisse auf die Position und den Blickwinkel des Erlebenden zu timen.

Dazu werden die Position, der Zeitindex und die Blickachse des Zuschauers ausgewertet und als Schaltereignisse auf einen Hintergrundskript bezogen.
Somit ist es dem Zuschauer möglich, sich scheinbar frei in der Virtuellen Realität zu bewegen, dabei aber, (scheinbar) egal wann und egal wie, ein besonderes Schlüsselereignis immer gleich und sicher wahrzunehmen. 
Besonders häufig werden Triggerpunkte in Computerspielen eingesetzt: Der Spieler betritt einen Raum und ein bestimmtes Skript wird gestartet (Skriptsequenz). Schatten huschen an der Wand nah der Tür entlang, Kisten explodieren, genau wenn der Spieler um die Ecke kommt und Ähnliches, je nach Genre. Auch ist es so möglich, mit relativ geringem Aufwand durch eine genaue Positions-, Blickachsen- und Statuserfassung des Spielers den Hintergrundrechenaufwand zu reduzieren.
Gleiches gilt auch für die Audiohinterlegung der vR: Es wird die Audioumgebung eines Nachbarraumes erst geladen, wenn der Spieler in die Nähe der verbindenden Tür gelangt. In mäßigem Abstand zur Tür kann er schon die Hintergrundaudioereignisse des Raumes wahrnehmen, erst wenn er jedoch nahe der Tür steht, kann er den Dialog jenseits der Tür hören und verstehen. Die Hintergrundgeräusche haben den Spieler unbewusst bereits darauf vorbereitet, dass es überhaupt etwas zu hören gibt. 
Durch den intensiven Einsatz von Triggerpunkten können die unbewussten Wahrnehmungskanäle des Spielers angesprochen und zu einer fesselnden Atmosphäre beigetragen werden.
Gleichzeitig besteht die Gefahr, dass die so erzeugte Virtuelle Realität als zu vorbestimmt bzw. statisch wahrgenommen wird und der Spieler in sich in seinen Handlungsmöglichkeiten eingeschränkt sieht.